# 6 Cassiopeiae
A 6 Cassiopeiae (6 Cas) egy A típusú hiperóriás. Mintegy 25-ször nagyobb tömegű, mint a Nap.
1. ↑  Royer, F. – Grenier, S. – Baylac, M. -O. – Gómez, A. E. – Zorec, J. (2002. október 1.). „Rotational velocities of A-type stars in the northern hemisphere. II. Measurement of v sin i” (angol nyelven). Astronomy and Astrophysics 393 (3), 897-911. o. DOI:10.1051/0004-6361:20020943.